# Körmöczi Zoltán
Körmöczi Zoltán, születési és 1899-ig használt nevén Goldhammer Zoltán; névváltozata: Körmöczy (Kecskemét, 1876. július 15. – Budapest, Józsefváros, 1958. május 27.) fogorvos, a Fogorvosi Szemle alapító-főszerkesztője, Körmöczi Emil (1868–1949) orvos testvére.

## Életpályája
Goldhammer Mór (1824–1918) és Stern Jozefa nyolcadik gyermekeként született zsidó családban. Három nővére és négy bátyja volt. Középiskolai tanulmányait a Ciszterci Rend Székesfehérvári Katolikus Főgimnáziumában végezte (1886–1894), majd a Budapesti Tudományegyetem Orvostudományi Karának hallgatója lett, ahol 1899-ben orvosdoktorrá avatták. Medikus korában a II. sz. Leíró-, Tájboncztani és Szövettani Intézetben és az Élettani Intézetben dolgozott demonstrátorként. 1896-ban a dr. Böhm Jakab-féle, 1897-ben a dr. Pollák Henrik-féle 100 forintos ösztöndíjban részesült. Pályakezdőként Iszlai József (1840–1903) munkatársa és az 1902-ben felállított Fogászati Propedeutikai Intézetben első tanársegédje lett. Iszlai hirtelen halála miatt az Intézet megszűnt, és Körmöczi egyetemi pályafutása félbeszakadt. A fogászat iránti érdeklődése azonban megmaradt, s jelentős tevékenységet fejtett ki az egyesületek életében és szaklapokban.
1905 decemberében a Józsefvárosi Orvostársaság titkárául választotta. A Magyar Fogorvosok Egyesületének létrehozásában (1905) vezető szerepet játszott, s a Magyar Fogorvosok Lapja címmel közel két éven át megjelenő folyóirat főmunkatársa volt. Miután megszűnt a lap, az Egyesület új vezetősége, élén Rothman Árminnal megindította a Fogorvosi Szemlét, mint az egyesület új hivatalos lapját, amelynek 1908-tól 1925-ig Körmöczi lett a szerkesztője. Eleinte negyedévenként jelent meg, 1921-től pedig havonta.
Az első világháború kitörését követően a Boráros téri Betegnyugvó-Állomáson és Kisegítő-kórházban teljesített szolgálatot. 1915 májusában a Vörös Kereszt-Egylet főorvosává nevezték ki.
Széles körű közéleti tevékenységet fejtett ki és miután megvált szerkesztői tisztségétől, még több időt szentelt ennek. Számos orvos- és közegészségügyi egyesület, társaság, így 25 éven át a Budapesti Orvosszövetségnek elnökségi tagja volt, az Országos Orvosszövetségnek hosszú ideig igazgatótanácsi titkára, majd főpénztárosa, a Gyakorló Orvosok Segélyegyletének alelnöke, elnöke és választmányi tagja, a Józsefvárosi Orvostársaság titkára, majd alelnöke és választmányi tagja. A Budapesti Önkéntes Mentőegyesületnek választmányi tagja, a Charité Poliklinika és Kórház választmányi tagja, a Teleia, nemibetegségek ellen küzdő egyesület alelnöke, a Magyar Iskolaegylet igazgatósági tagja, az Országos Magyar Ismeretterjesztő Társulat alelnöke, a Magyar Vöröskereszt Egylet választmányi titkára, tiszteletbeli főorvosa és még sok társadalmi egyesület funkcionáriusa volt. Több mint 10 éven át a fővárosi bizottságban a közegészségügy és az orvosi kar érdekeit képviselte.
A Pesti Izraelita Hitközség VIII. kerületi templomkörzetének alelnöke, hitközségi oktatásügyi elöljáró-helyettese és iskolaszéki elnöke volt.
A Kozma utcai izraelita temetőben nyugszik.

## Családja
Felesége Wellisch Ella (1892–1966), Wellisch Arnold királyi tanácsos és Deutsch Gizella lánya, akivel 1930. január 6-án Budapesten, az Erzsébetvárosban kötött házasságot. Fiuk Körmöczi László (1932–2004), lányuk Kelemen Antalné.

## Művei
- Odontogen eredetű empyema Hyghmori esete állcsont felhalással összekötve. – A gingivit és biberit nevű készítményekről. (Fogorvosi Szemle, 1910, 2.)
- A fog- és szájápolás fontossága. (Fogorvosi Szemle, 1910, 3.)
- Nagyfokú gyökérdestructio ép koronánál. (Fogorvosi Szemle, 1910, 4.)
- A jódgőzzel való kezelés. (Fogorvosi Szemle, 1913, 1.)

## Díjai, elismerései
- Ferenc József-rend lovagkeresztje (1918)

## Emlékezete
- A Magyar Fogorvosok Egyesülete 1973. november 1-jén tartott vezetőségi ülésén megalapította a Körmöczi-pályadíjat, mellyel azon fiatal kutatókat jutalmazzák, akik kiemelkedő tudományos színvonalú közleményt jelentetnek meg az Egyesület folyóiratában, a Fogorvosi Szemlében